# Unfried
Unfried az Amerikai Egyesült Államok északnyugati részén, Washington állam Garfield megyéjében elhelyezkedő kísértetváros.
Unfried postahivatala 1910 és 1917 között működött. A település nevét egy postamesterről kapta.

## Fordítás
Ez a szócikk részben vagy egészben  az   Unfried, Washington című angol Wikipédia-szócikk ezen változatának fordításán alapul.  Az eredeti cikk szerkesztőit annak laptörténete sorolja fel. Ez a jelzés csupán a megfogalmazás eredetét és a szerzői jogokat jelzi, nem szolgál a cikkben szereplő információk forrásmegjelöléseként.